# Инсон-ванху (Инджон)
Инсо́н-ванху́ (인성왕후) (18 октября 1514 г. — 6 января 1578 г.) — чосонская королева-консорт. Она была супругой чосонского вана Инджона из династии Ли, брак был бездетным. Происходила из клана Баннам[уточнить] Пак. Её личное имя неизвестно, поэтому её называют госпожой Пак по фамилии отца, а также именуют Инсон-ванху — по посмертному титулу. Она была королевой-консортом в 1544—1545 годах, после чего была удостоена титула Вдовствующей королевы Гонгви[уточнить] (공의왕대비).

## Жизнеописание
Госпожа Пак родилась 18 октября 1514 года в семье Пак Ёна и его второй жены, госпожи Ким из клана Уйсон[уточнить] Ким. Точное место рождения и личное имя девочки неизвестны.
В 1524 году, когда юной госпоже Пак исполнилось 10 лет, её выдали замуж за наследного принца Ли Хо (будущего вана Инджона) из династии Ли. После этого мать получила придворный титул «Внутренняя принцесса-консорт Мунсо́ из клана Уйсон Ким» (문소부부인 의성 김씨, 聞韶府夫人 義城 金氏), а её отец получил титул «Внутренний принц Кымсо́н, Пак Юн» (금성부원군 박용, 錦城府院君 朴墉).
В 1544 году, когда её муж стал правителем Чосона, госпожа Пак получила титул королевы-консорта и переехала из павильона Чэсон дворца Кёнбок в павильон Кётэджон (교태전, 交泰殿).
Инджон умер 8 августа 1545 года, не оставив детей. Чосонский трон занял младший сводный брат Инджона — Мёнджон, который умер 3 августа 1567,также не оставив потомства. Трон занял его сводный племянник — Сонджо. Госпожа Пак получила титул Вдовствующей королевы Гонгви[уточнить].
Она умерла 6 января 1578 года в павильоне Кётэджон дворца Кёнбок, в возрасте 64 лет. После смерти она получила титул Инсон-ванху — королева Инсон.

## Семья

### Родители
- Дядя — Пак Хэ (박해, 朴垓)
- Дядя — Пак Ги (박기, 朴基)
  - Кузен — Пак Ган (박간, 朴諫)
- Тётя — госпожа Пак из клана Баннам Пак (반남 박씨, 潘南 朴氏)
  - Дядя — Ли Ги (이기, 李技)
- Отец — Пак Ён (1468—1524) (박용, 朴墉)
- Дядя — Пак Хэм (박함, 朴圸)
- Дядя — Пак Ён (박연, 朴堧)
  - 1) Дедушка − Пак Чи (1440—1499) (박치, 朴耒)
    - 2) Прадедушка − Пак Кан (박강, 朴薑) (? — 1460)
      - 3) Прапрадедушка − Пак Ын (박은, 朴誾) (1370—1422)
        - 4) Прапрапрадедушка − Пак Санчжун (박상충, 朴尙衷) (1332—1375)
          - 5) Прапрапрапрапрадед — Пак Су (박수)
            - 6) Прапрапрапрапрапрапрадедушка − Пак Юнму (박윤무)

        - 4) Прапрапрабабушка — госпожа Ли из клана Хансан Ли (한산 이씨)

      - 3) Прапрабабушка — госпожа Джу (주씨, 周氏); (주언방의 딸) дочь Джу Онбана (주언방, 周彦邦)

  - 1) Бабушка — госпожа Сон из клана Чаннён Сон (창녕 성씨)
- Мать — (личное имя неизвестно) Внутренняя принцесса-консорт Мунсо из клана Уйсон Ким (문소부부인 의성 김씨, 聞韶府夫人 義城 金氏) (1490—1550); вторая жена Пак Ёна
  - 1) Дед — Ким Иггём (김익겸, 金益謙)
  - 1) Бабушка — госпожа Нам из клана Уирён Нам (의령 남씨)
- Мачеха — госпожа Ким из клана Кванджу Ким (증 정경부인 광주 김씨, 贈 政敬夫人 光州 金氏)
  - Сводный дедушка — Ким Го (김거, 金琚)

### Братья и сестры
- Младший сводный брат — Пак Чунчжон (박춘정, 朴春丁)
- Младший сводный брат — Пак Пён (박평, 朴平)
- Младшая сводная сестра — госпожа Пак из клана Баннам Пак (반남 박씨, 潘南 朴氏)
  - Шурин — Ли Чан (이장, 李鏘)

### Супруг
- Инджон (10 марта 1515 г. — 7 августа 1545 г.) (조선 인종) — детей в браке не было.
  - Свёкор — Чунджон (16 апреля 1488 — 29 ноября 1544) (조선 중종)
  - Свекровь — королева Чангён из клана Папхён Юн (10 августа 1491 — 16 марта 1515) (장경왕후 윤씨)